# Stazione di Rovellasca-Manera
La stazione di Rovellasca-Manera è una fermata ferroviaria della linea Saronno-Como ubicata in località Manera nel comune di Lomazzo, sul confine con il comune di Rovellasca, da cui prende il nome.

## Storia
L'impianto nacque dalla trasformazione in ferrovia, formalmente attivata nel 1898, della preesistente tranvia Como-Fino-Saronno.

## Strutture e impianti
La fermata è dotata di due banchine laterali coperte da tettoie metalliche.

## Movimento
L'impianto è servito da treni regionali svolti da Trenord nell'ambito del contratto di servizio stipulato con la Regione Lombardia.

## Servizi
- Biglietteria automatica
- Sala di attesa